# Katsurao
Katsurao (葛尾村?) è un villaggio giapponese della prefettura di Fukushima.